# Аббиати, Филиппо
Филиппо Аббиати (итал. Filippo Abbiati; 1640 год, Милан — 1715 год, там же) — итальянский художник ломбардской школы.
Ученик Карло Франческо Нуволоне, прозванного Панфило, и принадлежал к художественной школе Милана. В живописи по сырому грунту (фреска) отличался быстрой скоростью исполнения. Работал много; оставил детям значительное наследство.
Из школы Аббиати, имевшей высокую репутацию, вышло много талантливых художников, наиболее известные из них — Алессандро Маньяско, Пьетро Маджи (Pietro Maggi) и Джузеппе Ривола (Giuseppe Rivola). О жизни и деятельности Аббиати после 1700 года и до самой его смерти почти ничего не известно. Умер в 1715 году в Милане.

## Живопись
- Фрески в сароннской церкви: «Страдания св. Александра» и (на своде) «Проповедь Иоанна Крестителя» (1677).